# Jeremy Ward
Pour les articles homonymes, voir Ward.
Pas d'image ? Cliquez ici

a Compétitions nationales et continentales officielles uniquement.

b Matchs officiels uniquement.
Dernière mise à jour le 30 juillet 2024.
Jeremy Ward, né le 10 janvier 1996 à Port Elizabeth (Afrique du Sud), est un joueur sud-africain de rugby à XV, jouant au poste de centre avec le Stade français en Top 14 depuis 2022.

## Biographie

### Jeunesse et formation
Né à Port Elizabeth dans le Cap-Oriental, Jeremy Ward est scolarisé à la Grey High School (en) où il pratique le rugby à XV, côtoyant le futur Springbok Curwin Bosch,. Il joue également au water-polo avec l'équipe de son établissement.
Il représente à partir de 2012 les équipes de jeunes de la province locale des Eastern Province Kings, dispute avec cette équipe la Grant Khomo Week (tournoi national des moins de 16 ans). En 2013 et 2014, il dispute la Craven Week dans la catégorie des moins de 18 ans,. Il joue également avec l'équipe des moins de 19 ans de sa province dans le championnat national junior en 2014 et 2015. En 2015, son équipe remporte ce championnat pour la première fois de son histoire après une finale gagnée contre les Blue Bulls, match durant lequel Ward inscrit un doublé décisif.
Ward joue également en Varsity Cup (en) (championnat universitaire sud-africain) en 2016 avec les NMMU Madibaz (club de l'université Nelson-Mandela de Port-Elizabeth),.

### Carrière en club
En avril 2016, il fait ses débuts au niveau professionnel avec les Eastern Province Kings en Provincial Cup,.
La même année, il est recruté en cours de saison par la franchise des Southern Kings pour disputer la saison 2016 de Super Rugby. Il joue son premier match le 8 juillet 2016 contre les Lions. Il joue deux rencontres lors de la saison, toutes comme remplaçant.
L'année suivante, il s'engage avec la franchise des Sharks en Super Rugby,. Il joue un total de douze matchs lors de sa première saison à Durban, pour seulement quatre titularisations. Plus tard en 2017, il joue également en Currie Cup avec les Natal Sharks.
En 2018, il connaît une saison blanche en Super Rugby à cause d'une blessure à la main. Il est toutefois un élément important des Natal Sharks lors de la saison 2018 de Currie Cup, que son équipe remporte,
Globalement, il est peu titulaire en Super Rugby lors de ses premières saisons aux Sharks, principalement à cause de la présence de joueurs comme André Esterhuizen ou Lukhanyo Am à son poste de centre,.
En 2019, il devient le co-capitaine des Natal Sharks pour la saison de Currie Cup. Il est ensuite occasionnellement capitaine des  Sharks lors du Super Rugby Unlocked (en) en 2020.
Ward est remplaçant lors de la finale de la Currie Cup 2020-2021 (en), avant d'être titulaire au centre pour la finale 2021. Son équipe s'incline lors de ces deux finales face aux Blue Bulls,.
En 2022, il participe à la première saison des Sharks en United Rugby Championship (URC). Principalement utilisé comme doublure de l'international Lukhanyo Am, il est néanmoins titularisé six fois en onze matchs,. Il ne joue toutefois pas les phases finales avec son équipe, mais joue en lieu et place la Currie Cup 2022 avec les Natal Sharks,.
À l'intersaison 2022, alors qu'un départ vers la franchise des Lions est dans un premier temps évoqué, il s'engage finalement avec le Stade français en Top 14,. Il s'engage pour deux saisons avec le club parisien, où il a pour but de compenser les départs de Waisea Nayacalevu et Ngani Laumape. Arrivé en France fin septembre, il joue son premier match le 1er octobre 2022 contre l'Union Bordeaux Bègles,. S'étant rapidement imposé comme un joueur cadre de la ligne de trois-quarts parisienne, il prolonge son contrat en décembre 2023 pour deux saisons supplémentaires,. Lors de sa deuxième saison, il participe pleinement au bon parcours de son club (qualification en demi-finale), et il est considéré comme l'un des meilleurs joueurs du championnat à son poste,. Il est même élu dans l'équipe type de la saison 2023-2024 de Top 14.

### Carrière internationale
Jeremy Ward joue avec l'équipe d'Afrique du Sud des moins de 20 ans dans le cadre du championnat du monde junior 2015,. Il est le capitaine de sa sélection lors du tournoi, que son équipe termine à la quatrième place. À la fin de l'année, il est nommé pour recevoir le titre de meilleur jeune joueur sud-africain, mais c'est finalement Curwin Bosch qui est récompensé.

## Palmarès

### En club
- Vainqueur de la Currie Cup en 2018 avec les Natal Sharks.
- Finaliste de la Currie Cup en 2017, 2020-2021 et 2021 avec les Natal Sharks.

### Distinctions personnelles
- Membre de l'équipe type du Championnat de France en 2024